# 16513 Васкс
16513 Васкс (16513 Vasks) — астероїд головного поясу, відкритий 15 листопада 1990 року.
Тіссеранів параметр щодо Юпітера — 3,383.